# Hatchet II
Hatchet II (bra: Terror no Pântano 2) é um filme norte-americano de 2010, do gênero comédia de terror, escrito e dirigido por Adam Green. É a sequência de Hatchet e o segundo filme da franquia homônima. No enredo, que continua exatamente de onde o primeiro longa-metragem terminou, Marybeth escapa do terrível Victor Crowley e decide retornar ao pântano assombrado, acompanhada de Reverendo Zombie e de um grupo de caçadores, para tentar destruir definitivamente a criatura.
Kane Hodder e Tony Todd, que estiveram no filme original, retornaram ao elenco em seus respectivos papéis de Crowley e Zombie. Danielle Harris interpreta Marybeth, papel desempenhado anteriormente por Tamara Feldman. Tom Holland e R.A. Mihailoff, veteranos do gênero, também fizeram parte do elenco principal. A pré-produção iniciou no final de 2009 e as filmagens duraram 18 dias, entre janeiro e fevereiro de 2010, sendo a maior parte das cenas filmada em um estúdio de Hollywood (Califórnia). Algumas tomadas foram registradas no Golden Oak Ranch (Califórnia) e outras em locações situadas em Nova Orleans (Louisiana).
Hatchet II teve sua primeira exibição pública em 26 de agosto de 2010 no festival de cinema FrightFest, em Londres. Foi lançado em circuito comercial nos cinemas dos Estados Unidos em 1 de outubro do mesmo ano, sem classificação indicativa da Motion Picture Association of America, fato que chamou a atenção da mídia e causou controvérsia, culminando no cancelamento da exibição do filme apenas alguns dias após o lançamento. Foi disponibilizado em mídia doméstica em 1 de fevereiro de 2011. Recebeu avaliações negativas da maior parte da crítica especializada. Uma sequência, Hatchet III, estreou em 2013.

## Enredo
O filme começa exatamente de onde o anterior terminou. No pântano Honey Island, Marybeth escapa de Victor Crowley e se abriga na cabana de Jack Cracker. Após descobrir o sobrenome da jovem, ele a expulsa do local, pedindo-lhe que procure o Reverendo Zombie. Ela vai embora e, momentos depois, Crowley mata Jack. Zombie revela a Marybeth que o pai dela foi um dos envolvidos na morte de Crowley. Ele também conta que o monstro é filho de Thomas Crowley e Lena, uma enfermeira contratada para cuidar da esposa doente de Thomas, Shyann. Antes de morrer, Shyann amaldiçoou a criança. Lena morreu no parto, ao ver o filho pela primeira vez. Zombie explica que Victor sempre retornará e teoriza que a única maneira de derrotá-lo é destruindo-lhe a cabeça.
Marybeth diz a Zombie que quer voltar ao pântano para recuperar os corpos do pai e do irmão e destruir Crowley para sempre. Zombie concorda, mas pede que a jovem traga um parente com ela. Ele reúne um grupo de caçadores (Trent, Chad, Cletus, Layton, Avery, Vernon e John) e seu assistente Justin para acompanhá-los. Marybeth volta para casa e conta a seu tio Bob o que aconteceu. Ele a segue até a loja de Zombie e decide acompanhá-la. Ao chegarem no destino, Zombie revela a Justin seu verdadeiro plano: deixar o monstro matar o tio de Marybeth, o que faria a alma de Victor finalmente descansar. Crowley mata Chad e Cletus e, em seguida, Layotn e Avery enquanto estes fazem sexo. Com uma enorme motosserra, ele mata Vernon e John.
Justin e Trent são mortos. Zombie prende Bob na cabana do monstro, que o dilacera na frente de Marybeth. Zombie acredita que a criatura finalmente deixou o pântano. Marybeth revela que Bob não era realmente tio dela, mas sim o melhor amigo de seu pai; seu tio verdadeiro morrera de leucemia anos antes. Crowley emerge da cabana, enfrenta Zombie e o mata. Marybeth ataca o monstro com a machadinha do próprio, golpeando-o no rosto várias vezes até destroçá-lo. Ela se afasta por um momento, mas o braço de Victor ainda se move. Marybeth retorna com uma espingarda e dispara a arma na cabeça dele.

## Elenco
Conforme informações do Moviefone e na ordem dos créditos finais do filme:
- Danielle Harris como Marybeth
- Tony Todd como Reverendo Zombie
- Kane Hodder como Victor Crowley / Thomas Crowley
- Parry Shen como Justin
- Tom Holland como Bob
- R.A. Mihailoff como Trent
- AJ Bowen como Layton
- Alexis Peters como Avery
- Ed Ackerman como Cleatus
- David Foy como Chad
- Colton Dunn como Vernon
- Rick McCallum como John
- John Carl Buechler como Jack Cracker
- Kathryn Fiore como Shyann Crowley
- Erika Hamilton como Lena
- Mercedes McNab como Misty
- Joleigh Fioreavanti como Jenna
- Rileah Vanderbilt como Victor Crowley jovem
- Charlayne DeVillier como Cindy
- Sarah Agor como Brittany

O elenco também conta com pequenas participações, sem créditos em tela, de vários artistas relacionados ao gênero. Entre essas breves aparições estão: Joel Murray, reprisando seu papel de Shapiro, um dos personagens do primeiro filme; Shawn Ashmore, interpretando um pescador; os cineastas Marcus Dunstan, Lloyd Kaufman e Joe Lynch, caracterizados como caçadores; e o próprio Adam Green, interpretando um sujeito que vomita na rua. Em uma rápida cena que mostra notícias na televisão, Emma Bell aparece no papel de Parker O'Neil, protagonista do longa-metragem Frozen (2010), também dirigido por Green.

## Produção

### Desenvolvimento e roteiro
Hatchet, produzido pela ArieScope Pictures, empresa fundada por Adam Green (diretor e roteirista do filme) teve recepção positiva de público quando lançado no circuito internacional de festivais de cinema em 2006. Após um lançamento limitado nos cinemas dos Estados Unidos em setembro de 2007, obteve um ótimo retorno comercial ao ser disponibilizado em DVD meses depois. O sucesso do longa proporcionou a Green e sua equipe a oportunidade de se reunir com vários estúdios, tanto grandes quanto independentes, para negociar a produção de uma sequência, sendo a proposta aceita pela Dark Sky Films. Hatchet II foi anunciado por volta de novembro de 2008, por meio de um teaser pôster divulgado pela Anchor Bay Entertainment, distribuidora do filme original.
Green declarou que seu retorno ao projeto dependeria do tempo necessário para a realização dos outros trabalhos nos quais estava envolvido. Ele também afirmou que, caso não pudesse voltar, passaria o roteiro e os direitos a outra pessoa. Em 24 de novembro de 2009, foi anunciado que Green voltaria para escrever e dirigir Hatchet II. O roteiro explorou alguns aspectos da mitologia de Victor Crowley não explicados no primeiro filme, tais como a origem do monstro e sua relação com a protagonista Marybeth. Green optou por deixar a história mais sombria em comparação ao primeiro longa, porém, mantendo um tom cômico em algumas cenas e o exagero nas sequências de morte, elemento marcante da produção original. A fim de manter os detalhes em segredo, nem mesmo a equipe de produção recebeu cópias do roteiro e a maioria do elenco só recebeu páginas selecionadas. Enredos e finais falsos circularam na mídia e nenhum visitante ou convidado foi autorizado a se aproximar do set de filmagem.

### Seleção do elenco

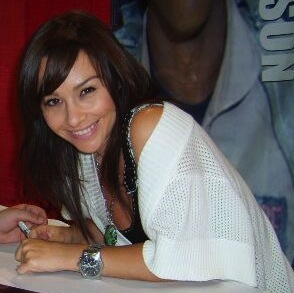
Embora Hatchet II seja uma continuação direta do filme original, Danielle Harris (na imagem) substituiu Tamara Feldman no papel da protagonista Marybeth.

Entre os integrantes do elenco de Hatchet que retornaram em Hatchet II estão Kane Hodder como Victor Crowley, Tony Todd como Reverendo Zombie e Parry Shen, no papel de Justin, irmão gêmeo da vítima que ele interpretou no filme anterior. Mercedes McNab e Joleigh Fioreavanti reaparecem, respectivamente, como Misty e Jenna em uma filmagem de vídeo no contexto da trama. Assim como no primeiro filme, Hodder também interpretou Thomas, o pai do vilão, o que lhe proporcionou explorar um tom mais emocional em algumas cenas. O misterioso personagem de Todd, que apareceu brevemente na primeira parte, ganhou protagonismo na continuação, uma vez que desde sua primeira aparição, o personagem foi pensado como um elemento-chave para explicar muitos dos eventos vistos no longa original.
Desta vez, a protagonista feminina Marybeth foi interpretada por Danielle Harris, conhecida principalmente por Halloween 4: The Return of Michael Myers (1988), sua estreia no cinema. A escalação foi a que causou mais impacto no projeto, uma vez que Hatchet II é uma continuação direta do filme anterior e Marybeth havia sido interpretada originalmente por Tamara Feldman, uma atriz então pouco conhecida. Green comentou que houve dificuldade para recontratar Feldman e que a escolha de Harris, uma reconhecida rainha do grito, foi predeterminada. Harris havia feito teste para o papel no filme original, mas não foi selecionada porque na época o elenco já contava com Hodder, Todd e Robert Englund, o que levou Green a concluir que a presença de mais um "ícone do terror" se tornaria "uma espécie de piada". A atriz disse que sempre quis o papel e que, quando em 2009 finalmente lhe foi oferecida a oportunidade de interpretar a personagem, ela aceitou a proposta imediatamente.
O cineasta, roteirista e ator Tom Holland, que trabalhou em vários produções de terror cinematográficas e televisivas na década de 1980 e é mais conhecido por Fright Night (1985) e Child's Play (1988),  entrou para o projeto no papel de Bob, tio de Marybeth; foi a primeira vez em mais de vinte anos que Holland exerceu a função de ator em um filme. Outro veterano do gênero escalado para o elenco principal foi R.A. Mihailoff, conhecido por sua interpretação de Leatherface em Leatherface: Texas Chainsaw Massacre III (1990); ele foi escolhido para o papel de Trent, um caçador cujo passado obscuro faz parte do esquema de Zombie para recrutá-lo à caça de Crowley e assim destruir a criatura. Green escreveu esse personagem especificamente para Mihailoff, sendo o primeiro papel no qual o ator não precisou usar uma máscara.
Também fizeram parte do elenco principal, interpretando os caçadores reunidos por Zombie para entrar no pântano matar Victor Crowley: AJ Bowen (Creepshow 3) como Layton; Alexis Peters, em seu primeiro filme de terror, como Avery, uma jovem que se junta ao grupo para se aproximar de Layton; Rick McCallum como o mudo John; Colton Dunn como Vernon, cuja função na trama é intencionalmente cômica; Ed Ackerman como Cleatus; e David Foy, como Chad. Kathryn Fiore recebeu o papel de Shyann Crowley, a esposa doente de Thomas, enquanto Erika Hamilton interpretou Lena, enfermeira que se envolve com Thomas e torna-se a mãe de Victor Crowley. Por acreditar que todas as produções nas quais trabalha fazem parte do mesmo universo, Green incluiu em Hatchet II um pequeno epílogo de Frozen, filme dirigido por ele e também lançado em 2010, e para isso escalou Emma Bell como Parker O'Neil, protagonista da referida produção, que aparece como easter egg em uma cena.

### Pré-produção e ambientação
Como as filmagens estavam previstas para o início de janeiro de 2010, a pré-produção começou em meados de dezembro de 2009 e durou duas semanas. O designer de produção Bryan McBrien e sua equipe construíram o cenário do pântano com a cabana de Victor Crowley no Occidental Studios em Hollywood, um dos mais antigos palcos sonoros de Los Angeles. Para deixar o set com um visual próximo ao de um pântano real, foi usado um produto químico para criar uma camada artificial de névoa. Árvores e folhagens diversas compuseram a ambientação, assim como um "chão de floresta" feito com grama, no qual novas plantas realmente brotavam. A casa de Crowley recebeu efeitos de envelhecimento e adição de folhagem e heras para ficar com um aspecto "típico das áreas rurais de Nova Orleans". Possuía vários cômodos contendo utensílios domésticos quebrados e em estado de deterioração, incluindo um piano abandonado. A equipe, que trabalhou durante o período de Natal e Ano Novo, finalizou a montagem de toda a estrutura após duas semanas. Enormes lonas alcatroadas camufladas cercavam os conjuntos interiores elaborados para a produção.
A equipe de efeitos de criatura e maquiagem, supervisionada por Robert Pendergraft, teve de desenvolver os efeitos de maquiagem e obter os suprimentos necessários para as filmagens das cenas de morte (cujo número dobrou em comparação ao primeiro filme) dentro de um cronograma limitado. O escultor Greg Smith aprimorou o design de Crowley, na tentativa de deixá-lo com um visual monstruoso mais definido e proporcionar a Hodder a possibilidade de atuar por meio da maquiagem, linguagem corporal e reações faciais. Em preparação para seu papel, Harris assistiu novamente ao filme original e concentrou-se na exigência de "chorar e gritar muito" em cena. Segundo ela, a tarefa foi emocionalmente exaustiva, pois deveria continuar a ação de uma personagem preestabelecida que permaneceria "histérica" durante o filme inteiro.

### Filmagens

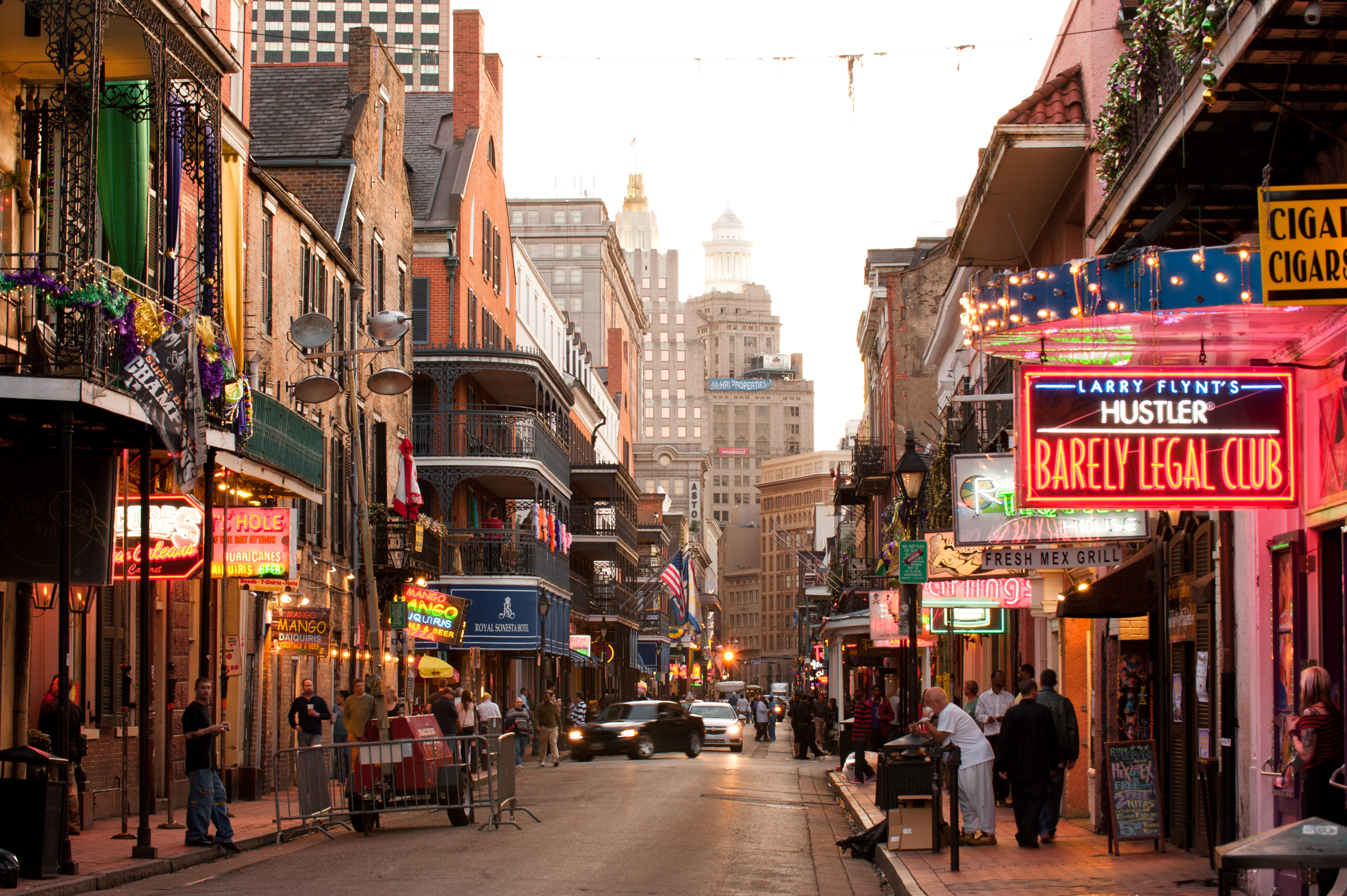
Uma pequena parte das filmagens foi realizada em locações situadas em Nova Orleans (Louisiana), tais como a Bourbon Street.

Hatchet II começou a ser filmado no início de janeiro de 2010 e as filmagens principais duraram dezoito dias, sendo finalizadas em 24 de fevereiro do mesmo ano. Ao contrário de seu antecessor, filmado principalmente ao ar livre e em locações, a sequência teve a maior parte das cenas registrada no Occidental Studios. Após os doze primeiros dias de filmagens em estúdio, houve uma pequena pausa no cronograma para que Green pudesse promover Frozen no Festival Sundance de Cinema e, em seguida, a equipe dirigiu-se ao Golden Oak Ranch, uma propriedade da Walt Disney Company em Canyon Country, Califórnia, onde filmaram durante três dias. As filmagens restantes foram concluídas ao longo de mais três dias em locações situadas em Nova Orleans, Louisiana.
O ambiente do estúdio proporcionou filmar por mais horas ao longo do dia, uma vez que não havia preocupação com as condições climáticas naturais. O diretor de fotografia Will Barrat teve um controle maior da atmosfera e de elementos como a névoa, o que contribuiu para a criação de um visual semelhante ao do filme original, porém, mais aprimorado. Barrat usou uma câmera Red One, que lhe permitiu rodar três câmeras simultaneamente, possibilitando-lhe uma exploração bem mais criativa dos cenários, além da visualização quase imediata das tomadas recém-filmadas. Entretanto, Green relatou que a criação de "um verdadeiro pântano vivo dentro de casa" acabou levando à proliferação de bolores e focos de infecção no ambiente, deixando o ar bastante tóxico ao final da primeira semana de filmagens. Consequentemente, boa parte da equipe técnica contraiu alguma doença respiratória ou intestinal e todos passaram a trabalhar usando máscaras e tentando não tocar em nada no cenário.
Hodder teve a oportunidade de expressar um lado mais emocional ao interpretar Thomas Crowley, o que inclusive lhe rendeu sua primeira cena de sexo em um filme. Enquanto no primeiro longa, a aplicação da maquiagem de Victor Crowley no ator levava em torno de nove horas, em Hatchet II esse processo durava cinco horas a mais. No intervalo entre as filmagens, Hodder e Green costumavam se divertir assustando o elenco e a equipe. Parry Shen relatou ter ficado um tanto paranoico durante a produção após Green lhe pregar uma peça. O cineasta afirmou que todos os atores "queriam a melhor cena de morte" e tanto se esforçavam para isso que alguns acidentes ocorreram durante as gravações. Hodder quase ficou inconsciente durante uma sequência de luta e rompeu o bíceps em outra, enquanto outro ator lesionou-se ao pedir que fosse realmente golpeado na cabeça enquanto filmava a cena na qual seu personagem morria, pois não queria que o momento "parecesse falso".
Devido à grande diferença física entre Harris e Hodder, a atriz tinha que se esforçar bastante para se destacar nas várias sequências de luta entre Marybeth e Crowley. Ela comentou: "[Hodder] é como uma enorme pilha de tijolos e eu tenho apenas um metro e meio de altura, mas posso me segurar, mesmo que ele possa me jogar por cima do ombro em um segundo". Na penúltima noite das filmagens em estúdio, Harris relatou: "Não me senti bem, era muita fumaça, eu estava cuspindo uma substância preta [o material químico usado para criar o efeito de névoa pantanosa]... Quer dizer, sou treinada para fazer isso por doze horas por dia, mas na noite passada, eu estava tipo 'ok, não tenho mais nada em mim'. Achei que tinha realmente machucado minhas cordas vocais quando fui para casa ontem à noite".
Segundo relatos do elenco e da equipe, os três dias de filmagem no rancho Golden Oak foram os mais árduos de toda a produção. A cabana e todo o cenário construído no Occidental Studios foram demolidos e reconstruídos no rancho. Para o registro de uma determinada cena, Harris, Hodder e alguns profissionais da equipe técnica tiveram de passar uma noite inteira submersos em um lago com temperatura muito baixa. Apenas cinco integrantes da equipe e onze atores filmaram as cenas nas locações em Nova Orleans. A maior parte do grupo gravou na Bourbon Street, enquanto alguns tiveram que se dirigir a um pântano nas proximidades. Green comentou que, surpreendentemente, as condições de trabalho em Nova Orleans foram as mais agradáveis de toda a produção e que as filmagens no pântano real foram bastante controladas.

### Efeitos visuais

A sequência em que Victor Crowley usa uma motosserra como arma exigiu improvisos inusitados da equipe de produção, cujo desafio era criar efeitos visuais sem uso de CGI.

Para as sequências de morte graficamente violentas e carregadas de humor negro típicas da franquia, foram usados apenas efeitos práticos. Barrat comentou: "Criamos efeitos malucos na câmera! Novamente, tudo no filme acontece bem na frente das lentes. Não há sangue gerado por computador — apenas partes do corpo de látex reais e tanques de sangue espalhando-se por todos os lugares". Cerca de 136 galões de sangue cenográfico foram usados nessas cenas, em oposição aos 55 galões utilizados no primeiro longa. Praticamente todos os envolvidos na produção entraram em contato com a mistura usada como sangue durante as filmagens. Shen comentou: "Depois de filmar minha cena de morte, fui para casa e descobri que havia tanto sangue espirrado em mim que até minhas lentes de contato estavam permanentemente manchadas de vermelho".
Uma das sequências que exigiu bastante criatividade da equipe foi aquela em que Crowley usa uma motosserra com aproximadamente 183 centímetros de comprimento para matar duas vítimas simultaneamente. Esse tipo de ferramenta é projetado para derrubar sequoias e a equipe não conseguiu encontrar nenhum exemplar que ainda funcionasse. McBrien conseguiu uma serra com o tamanho apropriado e a acoplou na base de uma velha motosserra McCulloch de 1961, a qual tinha um grande carburador de aspecto "ameaçador". Após aplicar efeitos de envelhecimento e colocar as correntes, a equipe obteve um bom resultado, porém, a ferramenta pesava em torno de 60 quilogramas, o que impossibilitava seu manuseio por Hodder. Para passar a ilusão de que o ator era capaz de empunhar o objeto na cena, a serra foi conectada a um cabo com espessura de uma corda de piano e içada ao topo do estúdio. Enquanto McBrien puxava o cabo, Hodder manipulava a serra, movendo-a para frente e para trás. McBrien comentou que essa filmagem lembrava a "verdadeira Hollywood da velha guarda, o tipo de coisa que costumavam fazer na década de 1920".

### Música
A trilha sonora foi composta por Andy Garfield, que colaborou com Green no filme original e, posteriormente, em produções como Frozen (2010) e Chillerama (2011). Assim como em Hatchet, as canções de Garfield para o segundo filme foram criadas com instrumentos eletrônicos e a partitura inteira foi elaborada com o uso de várias bibliotecas de samples, pois limitações orçamentárias impossibilitaram gravações ao vivo. Com Hatchet II, o compositor relatou que teve a oportunidade de desenvolver suas nuances musicais "até territórios ainda mais sombrios", pois segundo ele, tratava-se de um filme "com muito mais sangue e muito menos humor". Ele compôs 21 faixas, que foram compiladas, junto à trilha do primeiro filme, em um álbum lançado pela 2M1 Records em 2011, numa edição em CD limitada a 500 cópias.
Na abertura do filme é tocada a canção "Just One Fix", da banda Ministry, e, durante os créditos finais, foi usada a música "Old School", do grupo Overkill. Segundo Green, ambas foram escolhidas em razão de suas letras dialogarem com o contexto da produção do longa-metragem. O cineasta comentou:
Eu sabia que haveria uma sequência [para Hatchet], mas pensei 'Então é isso. Terminei. Agora eu vou ficar totalmente longe [de qualquer projeto relacionado]'. No entanto, é muito parecido com drogas, e por isso usei a música do Ministry. Pouco antes de o título aparecer, a canção é interrompida e você ouve uma voz dizer: 'eu poderia parar se quisesse', e então o filme começa. E no final usamos a música do Overkill, que é um hino para as pessoas que diziam que [a ideia de fazer o filme] não prosseguiria nem daria certo, mas nós não dávamos a mínima.

## Lançamento
O primeiro trailer de Hatchet II foi divulgado em 20 de agosto de 2010. Seis dias depois, o filme foi exibido na Europa, como parte do FrightFest, um festival de cinema de Londres. Um novo trailer, desta vez em versão red band (direcionado apenas a maiores de idade), foi postado no portal IGN em 15 de setembro. Hatchet II estreou nos Estados Unidos em 1 de outubro de 2010 na rede de cinemas AMC Theatres, como parte de um programa da empresa para promoção de filmes independentes. Foi o primeiro filme de terror a ser lançada sem classificação indicativa nos grandes cinemas do país em mais de 25 anos. Entretanto, sua permanência no circuito comercial durou pouco, pois foi retirado dos cinemas no dia 4 de outubro, continuando a ser exibido somente em algumas salas menores até 7 de outubro de 2010.

### Controvérsia com a MPAA
Green entrou em conflito com a Motion Picture Association of America (MPAA) em 2007, quando o primeiro Hatchet foi lançado nos cinemas dos Estados Unidos e o conselho de classificação etária da organização atribuiu ao filme o selo NC-17, que restringe a exibição apenas ao público adulto. Às vésperas da estreia de Hatchet II, Green afirmou à Entertainment Weekly que a MPAA é, por razões financeiras, notoriamente severa com os filmes independentes e menos restritiva com filmes de grandes estúdios. Ele comentou que a refilmagem de The Hills Have Eyes (distribuída pela Fox Searchlight) exemplifica essa prática: apesar do conteúdo controverso, esse longa recebeu o selo R, que permite a exibição a menores de 17 anos acompanhados por um adulto, enquanto "Victor Crowley perseguindo alguém com uma lixadeira de cinta recebeu um NC-17".
Como a MPAA se recusou a atribuir o selo R a Hatchet II, a Dark Sky Films fez um acordo com a AMC Theatres para organizar um lançamento sem classificação indicativa em mais de 60 cinemas dos Estados Unidos e em algumas salas do Canadá (Toronto e Montreal). Este foi o maior lançamento de um filme de terror sem classificação etária desde Dawn of the Dead (1978). No entanto, o lançamento no Canadá foi cancelado porque o filme não foi avaliado pelas agências de classificação, o que deixava os cinemas sujeitos a multas caso o exibissem. Nos Estados Unidos, a inciativa da AMC e as críticas de Green à MPAA chamaram a atenção da mídia. Após três dias de exibição, a AMC retirou o longa dos cinemas e somente algumas salas pequenas e independentes continuaram a exibi-lo por mais alguns dias. Green associou o incidente à pressão da MPAA sobre a AMC, ao passo que esta justificou sua decisão com base no fraco desempenho financeiro do filme.

### Mídia doméstica
O filme foi lançado em DVD e Blu-ray nos Estados Unidos em 1 de fevereiro de 2011, com distribuição da MPI Media Group. Foram disponibilizadas duas versões: a original do diretor (sem censura nem classificação indicativa, denominada unrated version) e outra com o selo R (censurada) produzida exclusivamente para a Redbox, uma importante fornecedora de mídia doméstica que, para comercializar o vídeo, exigiu a classificação etária da MPAA. Os discos com a versão do diretor incluem como materiais bônus o making-of do longa, trailers, teasers, anúncios para televisão e rádio, faixas de comentários com Green, Barrat, Pendergraft, Hodder e Todd, além de vídeos (exclusivos para a edição em Blu-ray) que abordam o início do projeto e apresentam informações sobre a equipe de efeitos especiais.
A versão com classificação R teve mais de dois minutos de gore removidos, incluindo cenas inteiras de morte, que a MPAA insistiu que fossem retirados. Entretanto, a maioria das grandes lojas, locadoras de vídeo, operadoras de streaming e empresas de venda por catálogo dos Estados Unidos, entre elas a Amazon.com, optaram por disponibilizar apenas a edição original criada por Green. Embora descontente com o lançamento da versão censurada, o cineasta incentivou que os espectadores a visualizassem e comparassem com a edição normal, para que assim pudessem ter noção da descaracterização e mudança de tom promovidos no filme em decorrência dos cortes exigidos pela MPAA. Em outros países, o lançamento de Hatchet II em formatos domésticos não passou por problemas de classificação indicativa.

## Recepção

### Bilheteria
Quando foi inesperadamente retirado dos cinemas da rede AMC nos Estados Unidos, após seu curto período de exibição, Hatchet II havia arrecadado menos de 70 000 dólares até aquele momento. Box Office Mojo, The Numbers e Boxoffice Pro informam que o filme obteve 52 604 dólares em seu fim de semana de estreia, ao ser lançado em 68 cinemas, o que representa um pouco mais da metade da bilheteria de abertura obtida em 2007 por Hatchet, que angariou 100 358 dólares em seu primeiro fim de semana, embora tenha sido exibido em 93 salas. Hatchet II conseguiu 103 586 dólares em outros países, o que somado à bilheteria estadunidense resulta em 156 190 dólares arrecadados mundialmente, um pouco mais da metade da arrecadação do primeiro filme, que alcançou 208 550 dólares nas bilheterias mundiais.

### Resposta da crítica
Hatchet II foi avaliado negativamente pela maior parte da crítica especializada, conforme indicam os principais agregadores de resenhas. Com base em 36 revisões, o filme é aprovado por 42% dos críticos de cinema (o que equivale a uma média de 4,53/10) no Rotten Tomatoes, cujo consenso crítico diz: "Mais divertido e alegremente sangrento do que a maioria das sequências de terror, Hatchet II se volta para o território do tão-ruim-que-é-bom, mas não se sai muito bem". No Metacritic, que atribui uma média aritmética ponderada de 0 a 100 a partir da opinião de críticos profissionais, o longa recebeu a pontuação 49 com base em 11 avaliações, o que indica "avaliações mistas ou medianas". Em outubro de 2020, o filme era aprovado por 35% do público no Rotten Tomatoes e tinha uma pontuação média de 7,3/10 atribuída pelos usuários do Metacritic.
Entre as críticas mais contundentes estão a de Michael O'Sullivan, do The Washington Post, e a de Roger Ebert, originalmente publicada no Chicago Sun-Times. O'Sullivan classificou o filme com meia estrela em quatro possíveis, enfatizando "atuação lamentável, cinematografia escura e, na maior parte, diálogos sem graça". Ebert, por sua vez, atribuiu uma estrela e meia em quatro possíveis e comentou: "Há muitos filmes bons estreando neste fim de semana. Hatchet II não é um deles. Ingressos não são baratos e o tempo é precioso. Por que você escolheria este?" Ao The Boston Globe, Wesley Morris escreveu que o longa "nunca é tão atrevido quanto Green pensa que é" e "cada clichê de slasher e bicho-papão que este filme pega era melhor em outro lugar". Chuck Wilson, do The Village Voice, observou que boa parte do filme é gasta com desenvolvimento de personagens, o que ele considerou "estúpido e enfadonho". Semelhantemente, o Miami Herald afirmou que assitir às "brigas e discussões fúteis" é uma "experiência torturante", ao passo que Roger Moore, do Chicago Tribune, disse que "não nos importamos com nenhum personagem. Eles são apenas obstáculos de videogame a serem eliminados da forma mais gráfica possível". V.A. Musetto, do New York Post, afirmou: "Reze para que não haja Hatchet III no futuro".
Algumas críticas mais favoráveis também foram publicadas. Escrevendo para a Boxoffice Magazine, Amy Nicholson classificou o filme com quatro de cinco estrelas e descreveu Green como um "mestre de marionetes brutal e inteligente" em razão da inventividade das cenas de morte. Na escala de A a F do A.V. Club, Nathan Rabin atribuiu uma nota B a Hatchet II e ressaltou que, apesar do foco nas mortes, os personagens são "surpreendentemente divertidos e vívidos" e não "apenas iscas de terror descartáveis". Joe Leydon, da Variety, considerou a sequência tecnicamente superior ao original, mais igualmente sinistra. Jeannette Catsoulis, do The New York Times, descreveu o filme como "uma homenagem à história dos filmes slasher" que "mais do que satisfaz as expectativas", enquanto um crítico do The Hollywood Reporter observou que, embora Green "pareça ter pouca consideração por elementos de terror tradicionais como tensão ou suspense", o resultado final "não é ofensivo". No Los Angeles Times, Michael Ordoña disse: "[os] diálogos [são] dolorosamente repetitivos, mas quem se importa? Você não vai a esse filme para ver diálogo sorkinesco; você quer ver a motosserra mais comprida do mundo, mutilações genitais sem discriminação ou golpes com armas muito, muito demorados. E aqui tem isso aos montes".

## Sequência
Diante do sucesso das vendas em DVD de Hatchet II, a Dark Sky Films anunciou em março de 2011 a produção do terceiro filme da franquia. Green decidiu não dirigir o novo projeto, mas retornou como roteirista e produtor. Para a direção da terceira parte, ele escolheu o cinegrafista BJ McDonnel, que havia trabalhado nos dois primeiros filmes. Lançado em 2013, Hatchet III continuou a saga de Victor Crowley, com Marybeth em busca do segredo para acabar com a maldição vodu que deixou o monstro aterrorizando o pântano Honey Island por décadas, enquanto uma equipe de busca e resgate se dirige ao local para recolher os pedaços deixados pelo massacre dos dois primeiros filmes. Hodder e Harris retornaram em seus respectivos papéis, enquanto Zach Galligan, Caroline Williams e Derek Mears interpretaram personagens coadjuvantes.

## Obra citada
- Dark Sky Films (2010). «Hatchet 2 Production Notes» (PDF) (em inglês). trademediauk.com. Consultado em 20 de outubro de 2020. Cópia arquivada (PDF) em 24 de maio de 2019